# Peter Szondi
Peter Szondi [ˈpeːtɛr ˈsondi] (* 27. Mai 1929 in Budapest; † 18. Oktober 1971 in West-Berlin) war ein Literaturwissenschaftler, Kritiker, Übersetzer und Essayist, der die Allgemeine und Vergleichende Literaturwissenschaft in der Bundesrepublik Deutschland  institutionell begründet und sie international vernetzt hat. Er war Professor an der Freien Universität Berlin, wo das Peter-Szondi-Institut seinen Namen trägt.

## Leben
Peter Szondi wurde 1929 als Sohn des ungarischen Psychiaters Leopold Szondi (magyarisierte Form des Geburtsnamens Sonnenschein) in einer assimilierten jüdischen Familie des Bildungsbürgertums geboren. Sein Onkel László Radványi gehörte zum Budapester Sonntagskreis um Georg Lukács, Karl Mannheim und Béla Balázs, seine Tante war Anna Seghers. Schon in seiner Jugend war Szondi mit Ivan Nagel befreundet, mit dem er später gemeinsam studierte.
Die Familie Szondi war von Juli bis Dezember 1944 im Konzentrationslager Bergen-Belsen interniert und wurde im Rahmen des sogenannten Kasztner-Abkommens in die Schweiz freigekauft. Von 1945 bis 1948 besuchte er die Kantonsschule Trogen. Danach studierte Szondi Germanistik, Romanistik und Philosophie in Zürich und Paris. Um 1950 las er gemeinsam mit Ivan Nagel in Zürich die Fixsterne seiner späteren intellektuellen Orientierung, das Frühwerk von Theodor W. Adorno und Walter Benjamin. 1954 schloss er seine bald berühmte Dissertation Theorie des modernen Dramas bei Emil Staiger ab. In der Nachfolge von Adornos Philosophie der neuen Musik, Walter Benjamins Ursprung des deutschen Trauerspiels und Georg Lukács’ Theorie des Romans erprobte er dabei eine historische Formsemantik des Dramas auf der Basis seiner europäisch-amerikanischen Rettungsversuche. 1960/61 folgte seine Habilitation an der Freien Universität Berlin mit Versuch über das Tragische.
1959 lernte Szondi Paul Celan in Paris kennen, später Gershom Scholem. Er engagierte sich fortan für Celan, verteidigte ihn gegenüber Plagiatsvorwürfen und kämpfte öffentlich gegen konservative Intellektuelle mit Nazivergangenheit wie Hans Egon Holthusen.
Am 24. Januar 1968 betrat Szondi erstmals israelischen Boden – nach Thomas Sparr auf den Spuren einer Reise, die Walter Benjamin im Briefwechsel mit Gershom Scholem Ende der 1920er Jahre geplant, aber nie angetreten hatte.

„Szondi folgte ihren Spuren. Er unterrichtete die israelischen Studenten auf Englisch und Französisch – eben nicht auf Deutsch – in europäischer, auch deutscher Literatur und bezog Quartier in Rechavia.“

Verbunden mit dieser Reise, bei der Szondi unter anderem Gershon Shaked, Amos Oz und Werner Kraft traf, sowie einen »Schweizer Abend« mit Friedrich Dürrenmatt und dessen Frau bei Scholems Freunden Karl Steinschneider und Kitty Marx-Steinschneider verbrachte:S. 164, gab es das Gerücht, Szondi strebe eine Professur in Jerusalem an. Ende Februar 1968 aber war sich Scholem in einem Brief an Adorno sicher, dass an diesem Gerücht nichts dran sei. „Hier wäre wohl Interesse an ihm vorhanden, ich glaube aber nicht, dass das erwidert wird.“:S. 163 Scholem beschrieb Szondi in dieser Situation als vereinsamten Menschen mit einer Neigung zur Depression und erklärt das mit dessen Lebensgeschichte.

„Es scheint hier ein schreckliches, tiefverwurzeltes Schuldgefühl zum Ausbruch zu kommen, gerade in der Berührung mit einer jüdischen Gesellschaft, wonach er sich schuldig fühlt, weil er in dem berühmten Kasztner-Zug 1944 gerettet worden ist, nach seinem Gefühl auf Kosten anderer. Diese Sache bohrt in ihm mehr als man denken könnte. Es fällt ihm schwer, sich mitzuteilen.“

Ein Jahr später, 1969, reflektierte Szondi in einem Brief an Scholem seinen Israel-Aufenthalt.

„Es war, obwohl es mir oft schlecht ging, viel, genug, um ohne jeden Zionismus (wenn ich das sagen darf) aus Israel einen Fixpunkt in meiner inneren Geographie zu machen, der künftig bei allen Überlegungen, die ich als self displaced person anstelle, eine wichtige Rolle spielen wird. Heimweh ist eine seltsame Sache. Man kann in drei Monaten seine Heimat (wieder)finden ohne es zu merken und ohne sie zu akzeptieren. Aber das
ist kein Briefthema.“

Ab 1965 war Szondi Ordinarius und Direktor des neugegründeten Seminars für Allgemeine und Vergleichende Literaturwissenschaft der Freien Universität Berlin, des ersten komparatistischen Instituts der Bundesrepublik. Daneben war er Gastprofessor in Princeton und Jerusalem. Szondi trug wesentlich zu einer Internationalisierung der Literaturwissenschaft bei, wie es sie seit 1933 in Deutschland nicht mehr gegeben hatte. Er verabschiedete sich von der Nationalphilologie und öffnete die Geisteswissenschaften für die europäische Literatur. Zu den Gästen seines Instituts zählten befreundete Gelehrte und Dichter wie Theodor W. Adorno, Gershom Scholem, René Wellek, Bernhard Böschenstein, Jean Starobinski, Jean Bollack und Jacques Derrida. Szondis Werke wurden in mehrere Sprachen übersetzt.
Der Tod von Adorno im August 1969 bedeutete für Szondi einen tiefen Einschnitt – wie auch der Suizid von Celan im April 1970, den er einen Monat zuvor noch in Paris besucht hatte. Zuvor wurde er erneut mit einer Professur in Jerusalem konfrontiert. Im Januar 1970 war Lea Goldberg gestorben, und Gershom Scholem fragte Szondi, ob er nicht bereit sei, deren Lehrstuhl für vergleichende Literaturwissenschaft an der Hebräischen Universität Jerusalem zu übernehmen. Szondi lehnte dieses Angebot in einem Brief an Scholem ab.

„Sie haben einmal in Jerusalem mit einem in seiner Hellsichtigkeit zwar nicht überraschenden, aber unvergesslichen Satz gesagt, warum ich in Deutschland lebe und wohl hier bleiben werde: weil ich es verlernt habe, zu Hause zu sein (ich war es in meiner Budapester Kindheit so wenig wie in Zürich und streng genommen auch in anderem Sinn bei meinen Eltern nie). Das ist eine Krankheit, die man vielleicht mit der Rosskur einer, aus welchem Grund auch
immer, notwendig werdenden Emigration heilen könnte; aus freiem Willen bringe ich die Kraft zu diesem Schritt umso weniger auf, als ich in Jerusalem vor zwei Jahren ja nicht nur empfand, dass ich dort zu Hause bin, sondern auch, dass ich das nicht ertrage. Dass sich das ändern könnte und sollte, weiss ich, aber dieses Wissen ist nicht stark genug, um den Widerstand in mir jetzt – und das heisst so lange ich es in Deutschland aushalte – zu brechen. Mit welchen Empfindungen ich diesen letzten Satz eine Woche nach der Münchner Brandstiftung niederschreibe, brauche ich Ihnen sicher auch nicht zu sagen.“

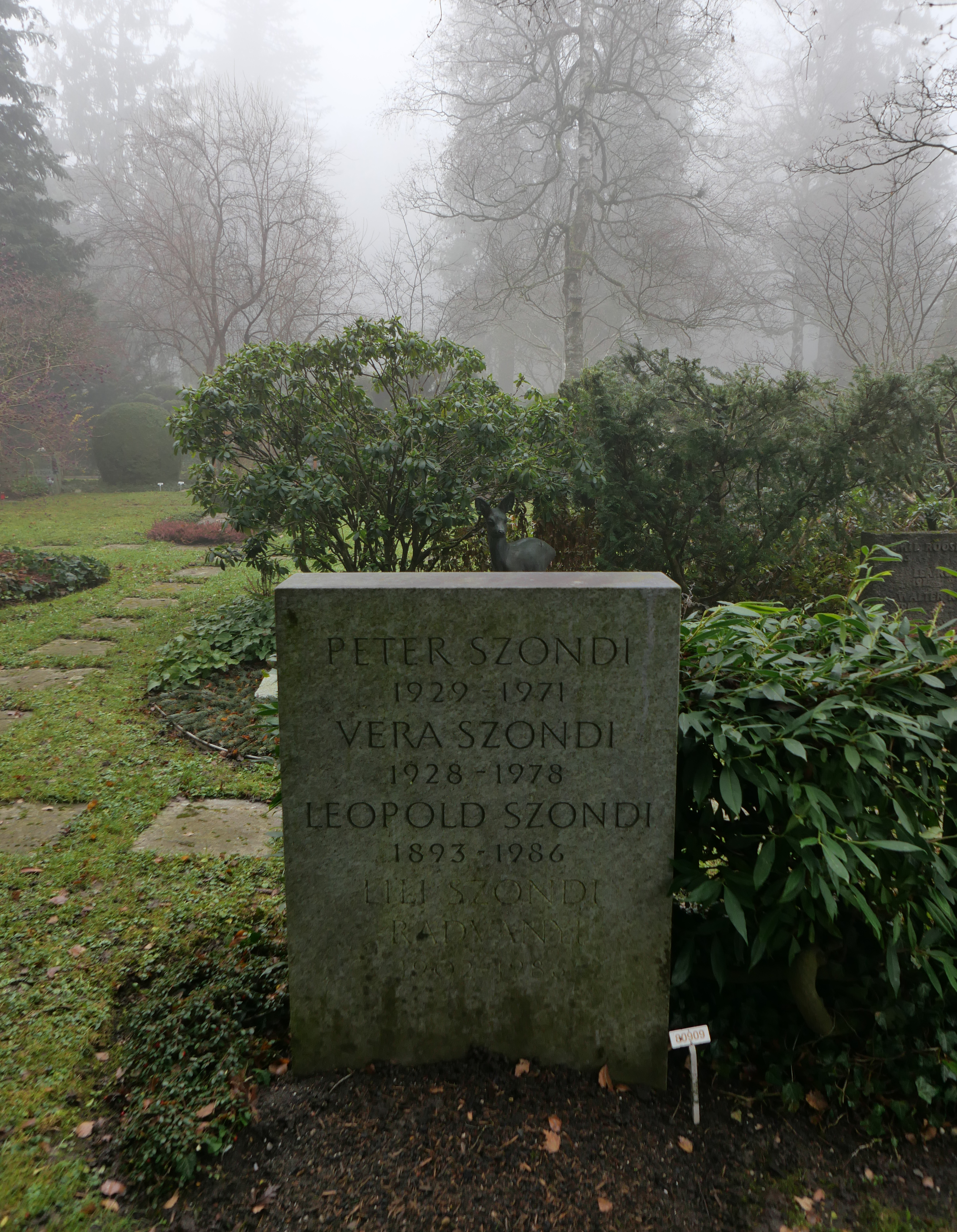
Szondis Grab, in dem auch sein Vater Leopold und seine Mutter Ilona „Lili“ Livia, geb. Radványi (1902–1986), sowie seine Schwester Vera (1928–1978), die eine Ärztin war, ihre letzte Ruhestätte gefunden haben.

Bei der nur eine Woche zurückliegenden Münchener Brandstiftung, auf die Szondi hier Bezug nahm, handelt es sich um den Brandanschlag auf das Altenheim der Israelitischen Kultusgemeinde in München, begangen am 13. Februar 1970 und bis heute nicht aufgeklärt.
Am 18. Oktober 1971 ertränkte sich Szondi im Halensee in Berlin. Den Ruf an die Universität Zürich, den er 1971 als Nachfolger von Paul de Man angenommen hatte, konnte er nicht mehr antreten.
Peter Szondi wurde auf dem Friedhof Fluntern in Zürich beigesetzt. Das ehemalige Seminar für Allgemeine und Vergleichende Literaturwissenschaft heißt heute zu seinem Gedenken Peter-Szondi-Institut. Eine Rede auf der Trauerfeier hielt Jean Bollack, die Rede wurde 2013 veröffentlicht.
In seiner Rede zum 30. Geburtstag des Instituts (1996) betonte Szondis Schüler Gert Mattenklott:

„Es würde dieses Institut nicht geben ohne die Scham angesichts der Geschichte der deutschen Philologie während des Faschismus. (…) Mit anderen Worten, dieses Institut – was immer es auch sonst noch sein mag – ist zuallererst das Resultat einer wissenschaftsgeschichtlichen Sezession. Dieser Logik folgend hat seine Komparatistik ihre Orientierung nicht am Nationenvergleich der alten ‚Littérature Comparée‘, hat sie nicht an der Bonner Komparatistik genommen, sondern an der transnationalen Ästhetik und Poetologie Allgemeiner Literaturwissenschaft, wie sie der Exilant René Wellek an der Yale University beispielgebend eingerichtet hat.“

## Zitate
„Wohl enthält alles Formale, im Gegensatz zu Thematischen, seine künftige Tradition als Möglichkeit in sich. Aber der historische Wandel im Verhältnis von Subjekt und Objekt hat mit der dramatischen Form die Überlieferung selber in Frage gestellt. (…) So wäre, damit ein neuer Stil möglich sei, die Krise nicht nur der dramatischen Form, sondern der Tradition als solcher zu lösen.“

„Bis heute ist der Begriff von Tragik und Tragischem im Grunde ein deutscher geblieben – nichts kennzeichnender als die Parenthese des Satzes, mit dem ein Brief Marcel Prousts beginnt: ‚Vous allez voir tout le tragique, comme dirait le critique allemand Curtius, de ma situation.‘“

„Nicht selten spielt in philologischen Auseinandersetzungen der Beleg dieselbe Rolle wie das Indiz in den Verblendungstragödien eines Shakespeare oder Kleist: der Beweis bringt den Zweifel zum Verstummen, weil an ihm selber nicht gezweifelt wird. Geschähe dies häufiger, so hätten die Fußnoten schwerlich die Aura des Wohlbegründeten.“

„Die traditionelle Dichtung hat die Vergangenheit nur verwirklicht, soweit sie vom Subjekt aus der Dinglichkeit der Entfremdung zurückgewonnen war. In [Guillaume Apollinaires Gedicht-Zyklus] Zone wird versucht, das Entfremdete als solches auszusagen. Die wichtigste Folge dieses Verzichts auf Subjektivierung ist der Verlust der Werkzeit. Der Ausdruck bezeichnet die Beteiligung des dichterischen (oder musikalischen) Kunstwerks an der Zeit, in der es sich als ein zeitliches ereignet. Sie besteht in der Sinnerfüllung des leeren Nacheinanders. Sinnerfüllung aber setzt ein Subjekt voraus, welches das eine auf das andere bezieht und so Sinnbezug schafft. Die unbezogenen ‚Erinnerungsfetzen‘ können in Zone kein organisches Nacheinander, sondern (…) nur ein montiertes Nebeneinander erlangen.“

„Celan greift häufig auf die Möglichkeit des Deutschen zurück, unbegrenzt neue Wörter zusammenzusetzen; es gehört dies zu den bezeichnenden Zügen seiner Sprache. Freilich handelt es sich dabei nicht um ein stilistisches Mittel (falls es dergleichen überhaupt geben sollte). Mit Hilfe der Komposita gelingt es Celan, sich in kondensierten Syntagmen auszudrücken, das diskursive Element in isolierte Wörter zu bannen, zugleich aber es derart einzuschließen, daß die Prädikation eine Freiheit erlangt, die sie angesichts der Schranken, die der syntaktischen Ambiguität (auf die sich, wie man weiß, Mallarmés Sprache gründet) gesetzt sind, von sich aus nicht hat.“

## Veröffentlichungen

### Monographien
- Theorie des modernen Dramas. Suhrkamp, Frankfurt am Main 1956. Ab der 7. Auflage (1970) unter dem Titel: Theorie des modernen Dramas. 1880–1950.
- Versuch über das Tragische. Insel, Frankfurt am Main 1961.
- Der andere Pfeil. Zur Entstehungsgeschichte von Hölderlins hymnischem Spätstil. Insel, Frankfurt am Main 1963.
- Satz und Gegensatz. Insel, Frankfurt am Main 1964.

### Übersetzungen
- Paul Valéry: Windstriche. Aufzeichnungen und Aphorismen. Ausgewählt und übertragen von Peter Szondi, Bernhard Böschenstein und Hans Staub. Insel, Wiesbaden 1959 u. seit 1979 auch Suhrkamp, Frankfurt am Main

### Postum
- Celan-Studien. Suhrkamp, Frankfurt am Main 1972.
- Lektüren und Lektionen. Versuche über Literatur, Literaturtheorie und Literatursoziologie. Suhrkamp, Frankfurt am Main 1973.
- Über eine „Freie (d. h. freie) Universität“. Stellungnahmen eines Philologen. Suhrkamp, Frankfurt am Main 1973.
- Schriften. 2 Bde. Suhrkamp, Frankfurt am Main 1978 (Reihe suhrkamp taschenbuch wissenschaft, Bände 219 und 220)
  - Band 1: Theorie des modernen Dramas (1880–1950); Versuch über das Tragische; Hölderlin-Studien. Mit einem Traktat über philologische Erkenntnis
  - Band 2: Essays: Satz und Gegensatz. Lektüren und Lektionen. Celan-Studien; Anhang: Frühe Aufsätze
- Studienausgabe der Vorlesungen. Aus dem Nachlass hrsg. von Jean Bollack mit Henriette Beese.
  - Band 1: Die Theorie des bürgerlichen Trauerspiels im 18. Jahrhundert. Der Kaufmann, der Hausvater und der Hofmeister, hrsg. von Gert Mattenklott. Suhrkamp, Frankfurt am Main 1973. ISBN 3-518-07615-9
  - Band 2: Antike und Moderne in der Ästhetik der Goethezeit. Hegels Lehre von der Dichtung, (Poetik und Geschichtsphilosophie 1), hrsg. von Senta Metz und Hans-Hagen Hildebrandt. Suhrkamp, Frankfurt am Main 1974. ISBN 3-518-07640-X
  - Band 3: Von der normativen zur spekulativen Gattungspoetik. Schellings Gattungspoetik, (Poetik und Geschichtsphilosophie 2), hrsg. von Wolfgang Fietkau. Suhrkamp, Frankfurt am Main 1973. ISBN 3-518-07672-8
  - Band 4: Das lyrische Drama des Fin de siècle, hrsg. von Henriette Beese. Suhrkamp, Frankfurt am Main 1975. ISBN 3-518-07690-6
  - Band 5: Einführung in die literarische Hermeneutik, hrsg. von Jean Bollack. Suhrkamp, Frankfurt am Main 1975. ISBN 3-518-07724-4
- Briefe, hrsg. von Christoph König und Thomas Sparr. Suhrkamp, Frankfurt am Main 1993. ISBN 3-518-40524-1
- Paul Celan / Peter Szondi: Briefwechsel, hrsg. von Christoph König. Suhrkamp, Frankfurt am Main 2005.

## Nachlass
Szondis Nachlass liegt im Deutschen Literaturarchiv Marbach. Teile davon sind im Literaturmuseum der Moderne in Marbach in der Dauerausstellung zu sehen.

### Monographien und Sammelbände
- Michael Hays (Hrsg.): The Criticism of Peter Szondi (= Boundary 2. An International Journal of Literature and Culture. Jg. 11, Heft 3, 1983). Binghamton, NY (State Univ. New York) 1984, S. 53–68.
- Mayotte Bollack (Hrsg.): L Acte Critique. Un Colloque sur l'oeuvre de Peter Szondi Paris 21-23 juin 1979. Lille (Editions de la Maison des sciences de l'homme) 1985.
- Christoph König, unter Mitarb. von Andreas Isenschmid: Engführungen. Peter Szondi und die Literatur (= Marbacher Magazin. Bd. 108). 2. Auflage. Deutsche Schillergesellschaft, Marbach 2004, ISBN 3-937384-04-9.
- Joshua Robert Gold und Russell A. Berman (Hrsg.): Peter Szondi and Critical Hermeneutics. (= Telos Series 140). New York (Telos Press) 2007, ISBN 0-914386-37-9.
- Neue Rundschau: Peter Szondi. Frankfurt am Main (S. Fischer), Heft 3/2008.
- Irene Albers (Hrsg.): Nach Szondi: Allgemeine und vergleichende Literaturwissenschaft an der Freien Universität Berlin 1965–2015. Berlin (Kadmos Verlag) 2015, ISBN 978-3-86599-322-9.
- Hans-Christian Riechers: Peter Szondi. Eine intellektuelle Biographie. Frankfurt am Main / New York (Campus) 2020, ISBN 978-3-593-51222-8.
- Germán Garrido / Linda Maeding (Hrsg.): Peter Szondi. Stellungnahmen zur literarischen Hermeneutik (= Studien zur vergleichenden Literatur- und Kulturwissenschaft Band 3), Aisthesis, Bielefeld 2022, ISBN 978-3-8498-1771-8.
- Steffen Martus / Carlos Spoerhase: Geistesarbeit. Eine Praxeologie der Geisteswissenschaften, Suhrkamp, Berlin 2022, ISBN 978-3-518-29979-1. (Peter Szondi und Friedrich Sengle als Beispiele)

### Einzelstudien
- Cesare Cases: Introduzione. In: Peter Szondi: Teoria del dramma moderno (= Saggi. Bd. 311). Torino 1962.
- Thomas Diecks: Szondi, Peter (eigtl. Péter). In: Neue Deutsche Biographie (NDB). Band 25, Duncker & Humblot, Berlin 2013, ISBN 978-3-428-11206-7, S. 748 f. (Digitalisat).
- Steve Giles: Szondi's Theory of Modern Drama. In: British Journal of Aesthetics. ISSN 0007-0904, Bd. 27, 1987, Heft 3, S. 268–277.
- Gert Mattenklott: Peter Szondi als Komparatist. In: Vermittler. Deutsch-Französisches Jahrbuch. Bd. 1. Athenaeum, Bodenheim 1989, ISBN 3-8108-0182-8, S. 127–142.
- Eberhard Lämmert: Peter Szondi. Ein Rückblick zu seinem 65. Geburtstag In: Poetica. 26, 1994, S. 1–30.
- Stefan Scherer: Philologische Modernisierung in der Restauration. Literaturwissenschaft in den 1950er Jahren: Peter Szondi. In: Literaturwissenschaft und Wissenschaftsforschung. DFG-Symposion 1998 (Heidelberg), hrsg. v. Jörg Schönert, Stuttgart/Weimar 2000, S. 292–316.
- Martin A. Hainz: Masken der Mehrdeutigkeit. Celan-Lektüren mit Adorno, Szondi und Derrida (= Untersuchungen zur österreichischen Literatur des 20. Jahrhunderts. Bd. 15). 2., veränderte Auflage. Braumüller, Wien 2003, ISBN 3-7003-1454-X.
- Eberhard Lämmert: Theorie und Praxis der Kritik. Peter Szondis Hermeneutik In: Michael Klein, Sieglinde Klettenhammer (Hrsg.): Literaturwissenschaft als kritische Wissenschaft. Wien 2005, S. 77–99.
- Stefan Scherer: Prägnanz und Evidenz. Philologische Erkenntnis und Verwissenschaftlichung der germanistischen Literaturwissenschaft im disziplinen- und gesellschaftsgeschichtlichen Umbruch der 1950er Jahre. In: Zwischen Resonanz und Eigensinn. Studien zur Geschichte der Sprach- und Literaturwissenschaften im 20. Jahrhundert, hrsg. v. Gerhard Kaiser, Matthias Krell, Heidelberg 2005, S. 33–52.
- Peter Szondi zum 90. Geburtstag (Peter-Szondi-Institut)
- Thomas Sparr: Grunewald im Orient. Das deutsch-jüdische Jerusalem, Berenberg Verlag, Berlin 2018, ISBN 978-3-946334-32-3. Darin:
  - Das utopische Rechavia. Walter Benjamin, S. 97 ff.
  - Self Displaced Person. Peter Szondi, S. 161 ff.